# Coppa del mondo di parapendio
La Coppa del Mondo di parapendio (in lingua inglese Paragliding World Cup, acronimo PWC) è una competizione internazionale di parapendio a cadenza annuale, organizzata dalla PWCA (Paragliding World Cup Association), con sede a Marlens, in Francia. Nata nel 1992, si articola in un circuito di tappe internazionali disputate in diverse località del mondo, al quale fa seguito la Superfinal, evento conclusivo della stagione.

## Regolamento
Ogni anno la Coppa del Mondo di parapendio si articola in un circuito di 5-6 tappe internazionali, organizzate in differenti sedi di volo. In ciascuna tappa si disputano più task (manche di gara), in cui i piloti devono completare un percorso prestabilito nel minor tempo possibile.
Fino al 2009, la classifica generale veniva determinata sommando i punteggi ottenuti in tutte le task delle varie tappe, premiando così la costanza e la velocità complessiva dei piloti nell’arco della stagione. A partire dal 2010, è stato introdotto un nuovo formato: al termine delle tappe annuali si tiene un evento conclusivo denominato PWC Superfinal, al quale accedono solo i piloti meglio classificati nel circuito regolare. La Superfinal rappresenta quindi il momento culminante della stagione, e i risultati ottenuti in questa singola competizione determinano il vincitore assoluto della Coppa del Mondo.

## Vincitori categoria uomini
- 2024:  Maxime Pinot
- 2023: Honorin Hamard
- 2022: Honorin Hamard
- 2021: Luc Armant
- 2020: Titolo non assegnato per la pandemia di COVID-19
- 2019: Charles Cazaux
- 2018: Pierre Remy
- 2017: Michael Sigel
- 2016: Aaron Durogati
- 2015: Stefan Wyss
- 2014: Maxime Pinot
- 2013: Francisco Javier Reina Lagos
- 2012: Aaron Durogati
- 2011: Peter Neuenschwander
- 2010: Yann Martail
- 2009: Charles Cazaux
- 2008: Andy Aebi
- 2007: Christian Maurer
- 2006: Christian Maurer
- 2005: Christian Maurer
- 2004: Oliver Rössel
- 2003: Achim Joos
- 2002: Alex Hofer
- 2001: Patrick Bérod
- 2000: Andy Hediger
- 1999: Kari Eisenhut
- 1998: Peter Lüthi
- 1997: Jimmy Pacher
- 1996: Christian Tamegger
- 1995: Hans Bollinger
- 1994: Jimmy Pacher
- 1993: Richard Gallon
- 1992: Uli Wiesmeier

## Vincitrici categoria donne
- 2024: Constance Mettetal
- 2023: Méryl Delferriere
- 2022: Constance Mettetal
- 2021: Seiko Fukuoka Naville
- 2020: Titolo non assegnato per la pandemia di COVID-19
- 2019: Méryl Delferriere
- 2018: Méryl Delferriere
- 2017: Laurie Genovese
- 2016: Seiko Fukuoka Naville
- 2015 Seiko Fukuoka Naville
- 2014 Laurie Genovese
- 2013 Keiko Hiraki
- 2012 Nicole Fedele
- 2011 Petra Krausova
- 2010 Petra Krausova
- 2009 Keiko Hiraki
- 2008 Anja Kroll
- 2007 Anja Kroll
- 2006	 Karin Appenzeller
- 2005 Ewa Wiśnierska
- 2004 Petra Krausova
- 2003 Petra Krausova
- 2002 	Petra Krausova
- 2001 	Louise Crandal
- 2000 	Louise Crandal
- 1999 	Sandie Cochepain
- 1998 	Claire Bernie
- 1997 	Claire Bernie
- 1996 	Nanou Berger
- 1995 	Camilla Pemer
- 1994 	Nanou Berger
- 1993 	Camilla Pemer
- 1992 	Nanou Berger